# 쌍계사 (안산시)
쌍계사(雙溪寺)는 경기도 안산시 단원구 대부북동 1058에 있는 조계종 소속의 사찰이다. 경기도 유형문화재 제181호 쌍계사 목조여래좌상과 제182호 쌍계사 현왕도를 소장하고 있다.

## 목조여래좌상
쌍계사 목조여래좌상(雙溪寺 木造如來坐像)은 2002년 9월 16일 경기도 유형문화재 제181호로 지정되었다. 기존의 조선후기 불상의 전형적인 형태와는 달리 오른쪽 어깨와 등에 보이는 대의처리에서 차이점을 가져 도내 불상조각의 특성을 확인할 수 있는 문화재이다.

## 현왕도
쌍계사 현왕도(雙溪寺 現王圖)는 2002년 9월 16일 경기도 유형문화재 제182호로 지정되었다. 현존 현왕도중 제작시기가 이르고 보존상태가 뛰어날 뿐 만 아니라 화면의 구도나 설채법 등에서 조선후기 현왕도 연구의 기준작이 될 정도로 우수한 문화재이다. 아울러 더 이상 훼손되지 않도록 보존처리 등 보존관리 계획을 수립하였다.